# Jahorina

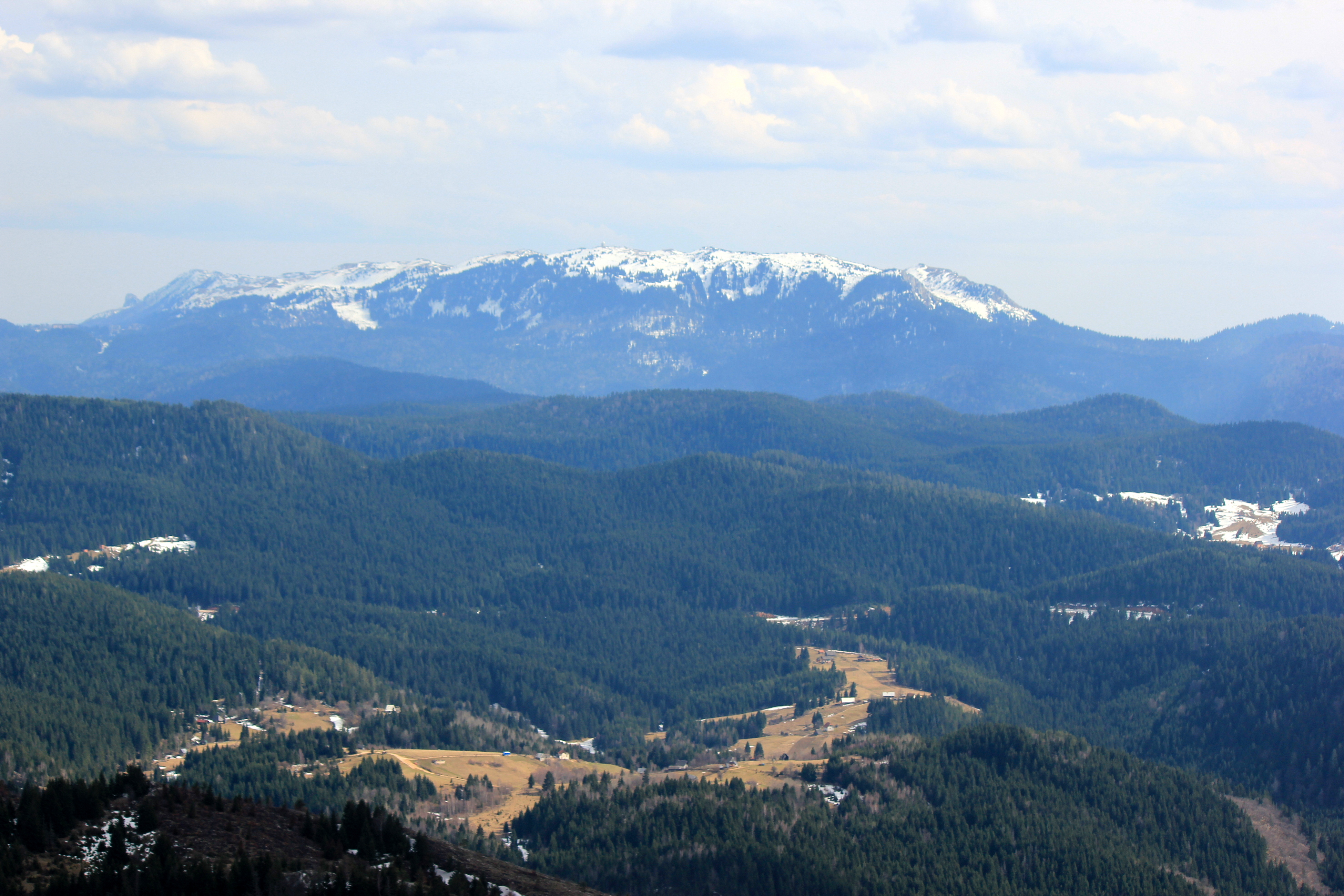
Die Jahorina, gesehen vom Gipfel des Trebević

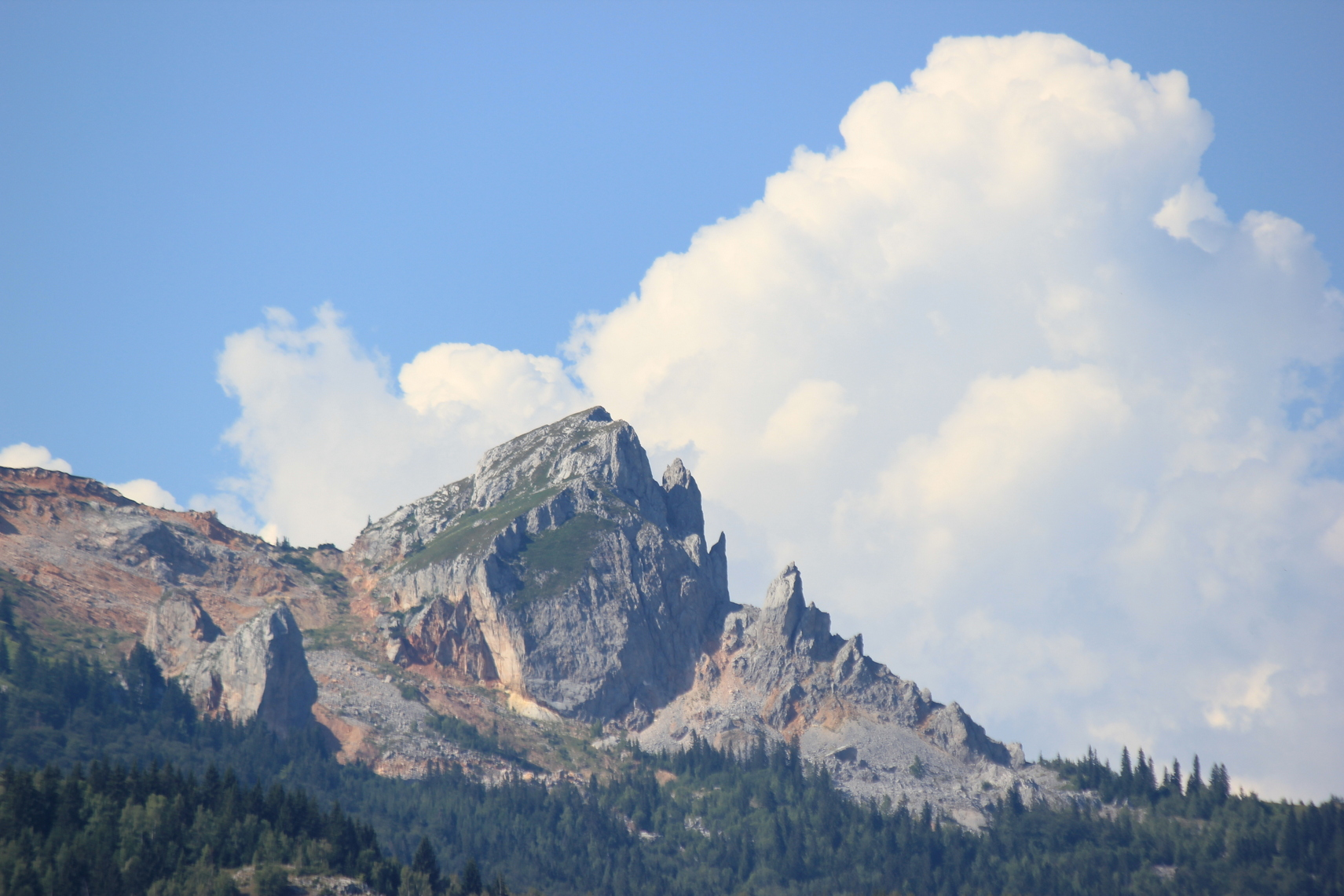
Felswände an der Südflanke der Jahorina bei Jabuka

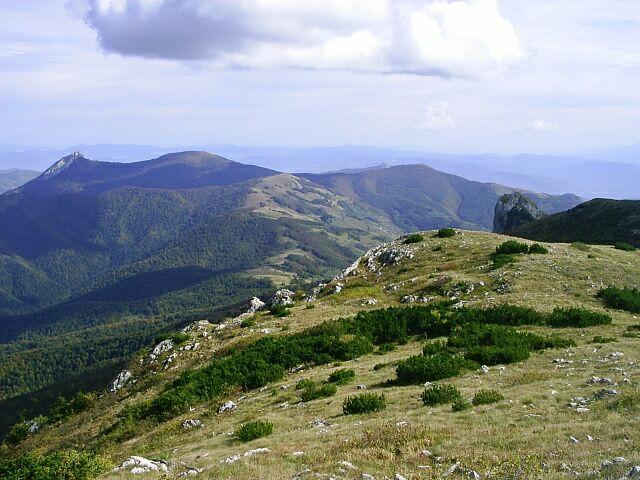
Auf der Jahorina

Die Jahorina (serbisch-kyrillisch Јахорина) ist ein Gebirgszug im Osten von Bosnien und Herzegowina. Sie erstreckt sich vom Trebević am südlichen Stadtrand Sarajevos über 30 Kilometer bis zum Taleinschnitt der Prača nordwestlich von Goražde. Die Jahorina ist ein Teil des Dinarischen Gebirgssystems. Ihr höchster Punkt ist die Sjeništa mit 1913 m. i. J.
Der westliche Teil des Gebirges ist als Nationalpark Jahorina geschützt.

## Geografie
Der Gebirgszug der Jahorina wird im Nordwesten begrenzt vom Sarajevo polje und dem Fluss Miljacka. Am Vitez-Pass östlich von Pale geht das Gebirge in die Romanija über. Die Abgrenzung im Norden und Osten bildet die Schlucht der Prača; im Süden befinden sich die Täler von Drina und Bistrica. Im Westen ist die Jahorina durch das Željeznica-Tal vom Massiv der Bjelašnica getrennt.

## Geschichte
Die westlichen Ausläufer der Jahorina bildeten während des Bosnienkrieges strategisch wichtige Angriffspositionen für die Artillerie der Truppen der Republika Srpska bei der Belagerung von Sarajevo. Beinahe während der gesamten Kriegszeit war das Gebirge hart umkämpft; noch heute sind große Gebiete vermint.
Die Grenze zwischen den Entitäten Republika Srpska und Föderation Bosnien und Herzegowina verläuft über das Gebirge.

## Verkehr
Alle wichtigen Verkehrsverbindungen umgehen das Jahorina-Gebirge im Norden oder Süden. So nutzen die Magistralstraße 5 (Sarajevo–Višegrad) sowie die Trasse der ehemaligen Bosnischen Ostbahn nach Belgrad die Täler von Miljacka und Prača, während die Fernstraße M18 (Sarajevo–Foča–Nikšić) die südlichen Täler der Željeznica und Bistrica durchzieht.

## Wintersport
1955 fand hier die zweite Winter-Universiade statt. Während der Olympischen Winterspiele 1984 in Sarajevo wurde die Jahorina als Wettkampfstätte für den Wettbewerb Ski Alpin der Frauen genutzt. Im Vorfeld wurde eine bescheidene Tourismus-Infrastruktur im Gebirge aufgebaut, die allerdings derzeit aufgrund der prekären Minensituation nur eingeschränkt genutzt werden kann. Viele Skipisten wurden in den vergangenen Jahren jedoch wieder freigegeben. Die Jahorina ist im Winter relativ schneesicher, in den Gipfellagen liegt in der Regel mehr als ein Meter Schnee.